# Bruno Hanich
Bruno Hanich (geboren 6. Oktober 1902 in Turn, Bezirk Teplitz; gestorben 13. November 1963 in Hamburg) war ein deutscher Maler und Graphiker.

## Leben
Bruno Hanich lernte von 1922 bis 1923 an der Kunstgewerblichen Fachschule in Teplitz. Im Anschluss hieran studierte er 4 Jahre monumentale Malerei an der Akademie der Bildenden Künste, Prag. Als Direktor war er ab 1929 an der Lippischen Malerschule in Lemgo angestellt. 1932 wechselte er zur Katag-Reklame in Bielefeld, wo er bis 1937 blieb. Von 1937 an war er als Maler und Graphiker für das Deutsche Propagandaatelier und die Deutsche Presse in Berlin tätig. Im Jahr 1943 entwarf er das Plakat Hinter den Feindmächten: der Jude.
Nach dem Kriegsende musste er für die sowjetische Besatzungsmacht als Künstler arbeiten. Hier bestand sein Auftrag aus Ölgemälden von Stalin und sowjetischen Offizieren. Nach einer Denunziation wurde er von den Besatzern verhaftet und in das Konzentrationslager Buchenwald verschleppt. Ende 1946 entließ ihn die sowjetische Besatzungsmacht und er folgte seiner Familie in den Westen.
Hier arbeitete er als freier Mitarbeiter für die Lippische Landespresse und war darüber hinaus als Plakatmaler tätig. Als er 1952 in Hamburg die Trias Werbeagentur gründete, wurde sehr schnell der Axel Springer Verlag auf ihn aufmerksam und erteilte ihm den Auftrag Plakate, Werbeartikel und weitere Arbeiten mit dem Redaktionsigel Mecki zu erstellen. Weitere Werbeaufträge schlossen sich hieran an.